# Mešita Al-Rahma
Mešita Al-Rahma (arabsky مسجد الرحمة‎, anglicky Al-Rahma mosque) se nachází v Liverpoolu. Může sloužit 1000 věřícím.
Liverpool se stal prvním městem v Anglii, který zprovoznil mešitu pro svou muslimskou komunitu. Budovu otevřel 25. prosince 1889 právník, žurnalista a konvertita William Abdullah Quilliam, jež se o její vybudování zasadil. V této době se sem chodili modlit převážně přistěhovalí indičtí muslimové.